# Mer des Vapeurs
Mare Vaporum

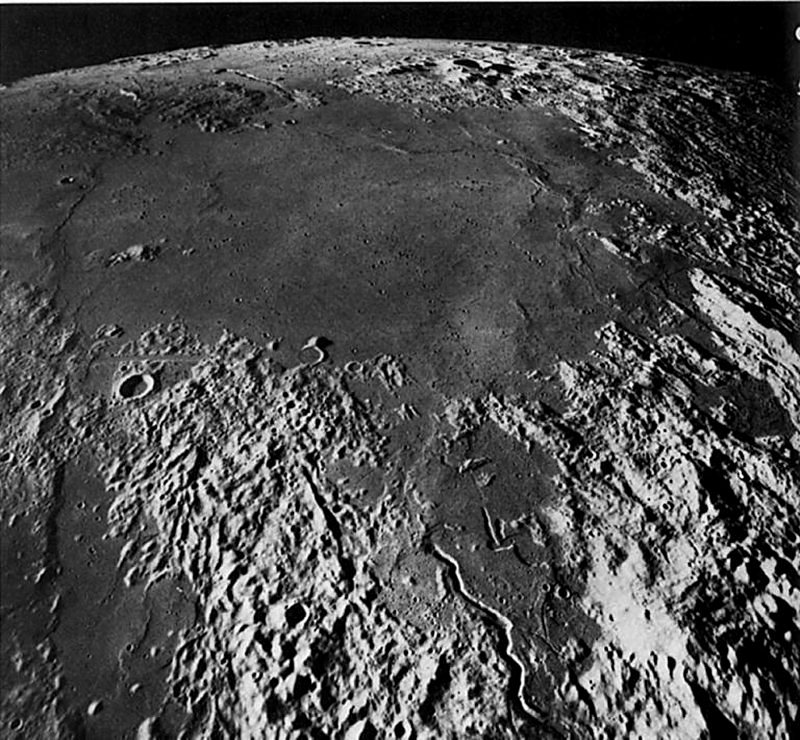
La mer des Vapeurs vue depuis une orbite lunaire.

La mer des Vapeurs, en latin Mare Vaporum, est une mer lunaire située entre la mer de la Sérénité (Mare Serenitatis) et la mer des Pluies (Mare Imbrium). Le matériau lunaire entourant cette mer remonte à l'Imbrien inférieur et le matériau de cette mer de l'Ératosthénien. Cette mer emplit un cratère situé à l'intérieur du bassin des Tempêtes (Procellarum). la mer des Vapeurs est bordée par la chaîne des monts Apennins.